# 鉾田陸軍飛行学校
座標: 北緯36度8分31.4秒 東経140度33分48.2秒 / 北緯36.142056度 東経140.563389度

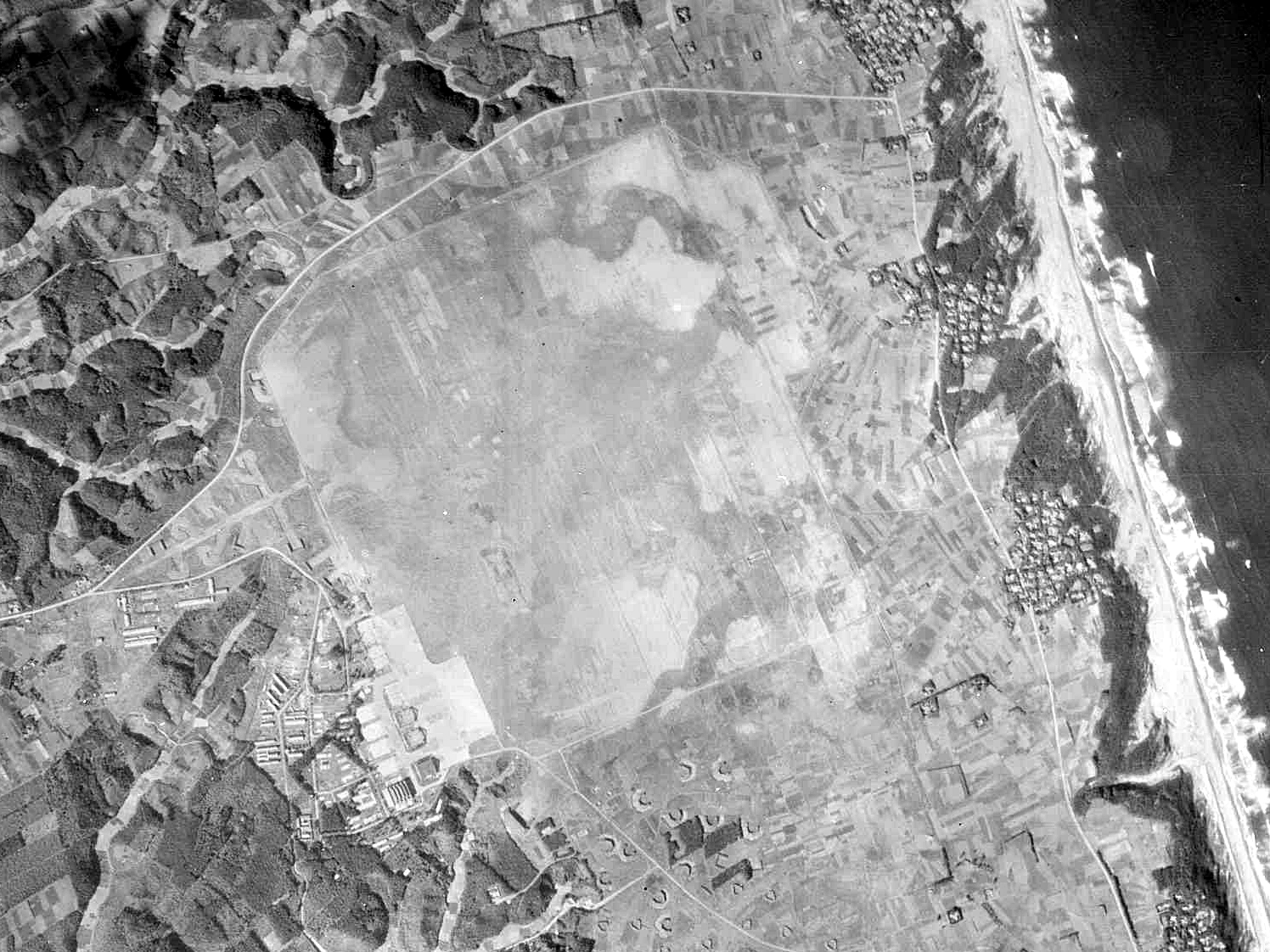
鉾田陸軍飛行場跡および鉾田陸軍飛行学校跡（1947年）の空中写真

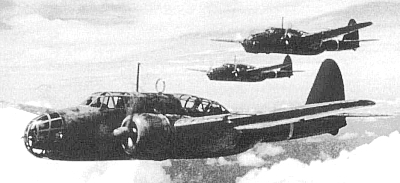
太平洋戦争の全期間を通じて使用された九九式双発軽爆撃機

鉾田陸軍飛行学校（ほこたりくぐんひこうがっこう）は、日本陸軍の軍学校のひとつ。主として軽爆撃機あるいは襲撃機による攻撃に関する教育と研究等を行った。1940年（昭和15年）12月、静岡県の浜松陸軍飛行学校内に開設され、1941年（昭和16年）1月、茨城県に移転した。学校本部および本校は茨城県鹿島郡（現在の鉾田市）に置かれ、福島県相馬郡（現在の南相馬市）に原ノ町分教所があった。
1944年（昭和19年）6月、鉾田陸軍飛行学校は改編され鉾田教導飛行師団となり、さらに1945年7月、鉾田教導飛行師団は教導飛行師団 第3教導飛行隊と第26飛行団司令部に分離改編された。同年8月、太平洋戦争（大東亜戦争）終戦により教導飛行師団 第3教導飛行隊と第26飛行団司令部はともに解体された。ここでは鉾田教導飛行師団等についても述べる。

## 歴史

### 鉾田陸軍飛行学校
陸軍における航空爆撃の教育と研究は、古くは埼玉県所沢町の陸軍航空学校で行われ、1925年（大正14年）に初の爆撃専任部隊として飛行第7連隊が設立されると、同連隊内に練習部を設置し静岡県浜名郡で行われるようになった。1933年（昭和8年）8月、同じ浜名郡に浜松陸軍飛行学校が開校してからは同校が爆撃に関する教育と研究を行ってきた。この間、重爆撃機と軽爆撃機の器材、用法の違いがあっても練習部や学校はひとつのみであった。
1940年（昭和15年）7月、鉾田陸軍飛行学校令（軍令陸第17号）が制定され、同年12月に施行された。これにより設立されたのが鉾田陸軍飛行学校である。学校令の第1条で鉾田陸軍飛行学校は「学生ニ軽爆撃飛行隊ニ必要ナル学術ヲ修得セシムルト共ニ（中略）且軽爆撃飛行隊ニ必要ナル兵器ノ調査、研究及試験ヲ行フ所」と定められた。以後、陸軍の航空爆撃教育と研究は重爆撃機によるものが浜松陸軍飛行学校、軽爆撃機（または襲撃機）によるものが鉾田陸軍飛行学校と、それぞれ分担して行われるようになった。
鉾田陸軍飛行学校の編制は陸軍航空総監に隷属する校長のもと、幹事、本部、教育部、研究部、材料廠、および学生であった。鉾田陸軍飛行学校は当初、浜松陸軍飛行学校内に開設され、1941年（昭和16年）1月、茨城県鹿島郡新宮村（現在の鉾田市中部）に移転した。

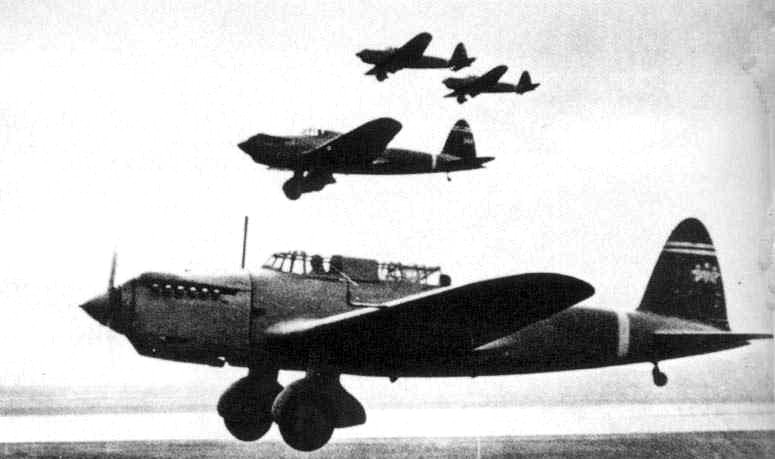
主として太平洋戦争以前に使用された九八式軽爆撃機

鉾田陸軍飛行学校令により、同校の被教育者は次のとおり定められた（1940年12月時点）。
甲種学生
戦術および爆撃に関する学術を修習する者。航空兵科大尉。
必要に応じ、他兵科（憲兵科を除く）将校を甲種学生とすることも可（学校令第2条）。
修学期間は約6か月。通常毎年1回入校。
乙種学生
軽爆撃飛行隊操縦者に必要な学術を修習する者。新たに飛行機操縦を修得した航空兵科尉官。
必要に応じ、他兵科（憲兵科を除く）将校を乙種学生とすることも可（学校令第2条）。
修学期間は約4か月。毎年2回入校。
その他
臨時に各兵科（憲兵科を除く）将校以下を召集し、必要な教育を行うことも可（学校令第3条）。
学生の居住は甲種、乙種とも校外と定められていた。

鉾田陸軍飛行学校の設立に先立つ1940年9月、陸軍はそれまでの「歩兵科」「砲兵科」「航空兵科」といった兵科区分を、憲兵を除き単一の「兵科」として、新たに兵種を区分としていた。これに対応して翌1941年（昭和16年）6月、鉾田陸軍飛行学校令が改正された（軍令陸第12号）。同令改正では学生の「航空兵科」という条件が「航空関係ノ兵科」に修正された。さらに従来まで尉官のみであった乙種学生を尉官および見習士官にあらため、修学期間約4か月を約6か月に延長し校内に居住させ教育の充実を図った。甲種学生の修学期間と校外居住には変更がなかった。
1941年（昭和16年）12月、日本と米英など連合国との間で太平洋戦争（大東亜戦争）が開戦した。従来の支那事変やノモンハン事件における地上での戦闘に加えて、陸軍の航空爆撃も洋上における艦船攻撃に関する研究の重要性が1942年（昭和17年）ごろより一部で注目されたが、陸軍中央の反応は鈍かった。同じころ、それまで熊谷、明野等の陸軍飛行学校が分教所を置いていた福島県相馬郡太田村（現在の南相馬市原町区）の原ノ町陸軍飛行場は鉾田陸軍飛行学校が使用することとなり、同校の分教所が置かれた。
1943年（昭和18年）3月にパプアニューギニアのダンピール海峡で米軍が日本の輸送船団攻撃に「跳飛爆撃」で大きな効果をあげると、翌年より鉾田陸軍飛行学校は新しい艦船攻撃の方法として跳飛爆撃の研究を行った。

### 鉾田教導飛行師団
太平洋戦争の戦況が悪化した1944年（昭和19年）3月、参謀本部では連合軍機の本土襲来に備えて、教官、助教など練度の高い要員を多く有する飛行学校と陸軍航空審査部を随時防空戦闘体制に移行させる「東二号作戦」が起案された。陸軍の学校、官衙の初めての戦力化であり、士気高揚策でもあった。これにもとづき臨時に防空任務につく諸部隊の総称が「東二号部隊」であり、参謀総長により配置が指示された。鉾田陸軍飛行学校は同校が保有する数機の戦闘機を用いて第10飛行師団指揮下の東二号部隊として鉾田飛行隊を編成した。
さらに同年6月、陸軍中央は飛行学校5校と1分校、および航空整備学校1校を完全に軍隊化し、航空総監隷下で教育と作戦行動を常時並行して行わせることとした。下志津教導飛行師団等臨時編成要領（軍令陸乙第29号）により鉾田陸軍飛行学校は閉鎖され、鉾田教導飛行師団に改編された。鉾田教導飛行師団の編制は師団司令部、2個教導飛行隊、1個教導整備隊、通信隊、教育隊と学生であり、鉾田、原ノ町の各陸軍飛行場に分散展開した。同年8月には航空総監部の兼任による教導航空軍司令部が編成され、各教導飛行師団を指揮した。
鉾田教導飛行師団の被教育者は、編成表により大尉を対象とする甲種学生、尉官対象の乙種学生、同じく射撃学生と、准士官および下士官からなる己種学生（きしゅがくせい）とされた。己種学生とはそれまで陸軍航空士官学校で教育が行われていた少尉候補者を、1944年5月陸軍航空関係少尉候補者教育令（勅令第344号）により各部隊での教育に改めた学生である。
1944年7月、米軍が太平洋のサイパン島を占領すると、同島を含むマリアナ諸島を拠点としたB-29爆撃機による日本本土攻撃が予測された。大本営陸軍部はその事前制圧を企図し、参謀総長の指示により鉾田教導飛行師団に司令部偵察機1個中隊が編成された。同年10月、前述の特別任務中隊は第3独立飛行隊として正式の軍隊編制に改められ、翌11月より硫黄島を経由したマリアナ方面の米軍飛行場攻撃作戦に参加した。
マリアナ方面攻撃と前後する1944年初期より、陸軍中央では飛行機が艦船に体当たりを行う特別攻撃の検討を開始していた。同年7月、教導航空軍司令部は鉾田教導飛行師団に対し、九九式双発軽爆撃機による特別攻撃隊の編成を内示した。1944年10月21日、鉾田教導飛行師団において岩本益臣大尉以下16名による特別隊が編成された。同隊はフィリピンに移動し、同月29日、ルソン島バタンガス州リパで「萬朶隊」と命名された。この萬朶隊および同時期に浜松教導飛行師団から編成された「富嶽隊」が、陸軍で最初に編成された特別攻撃隊である。

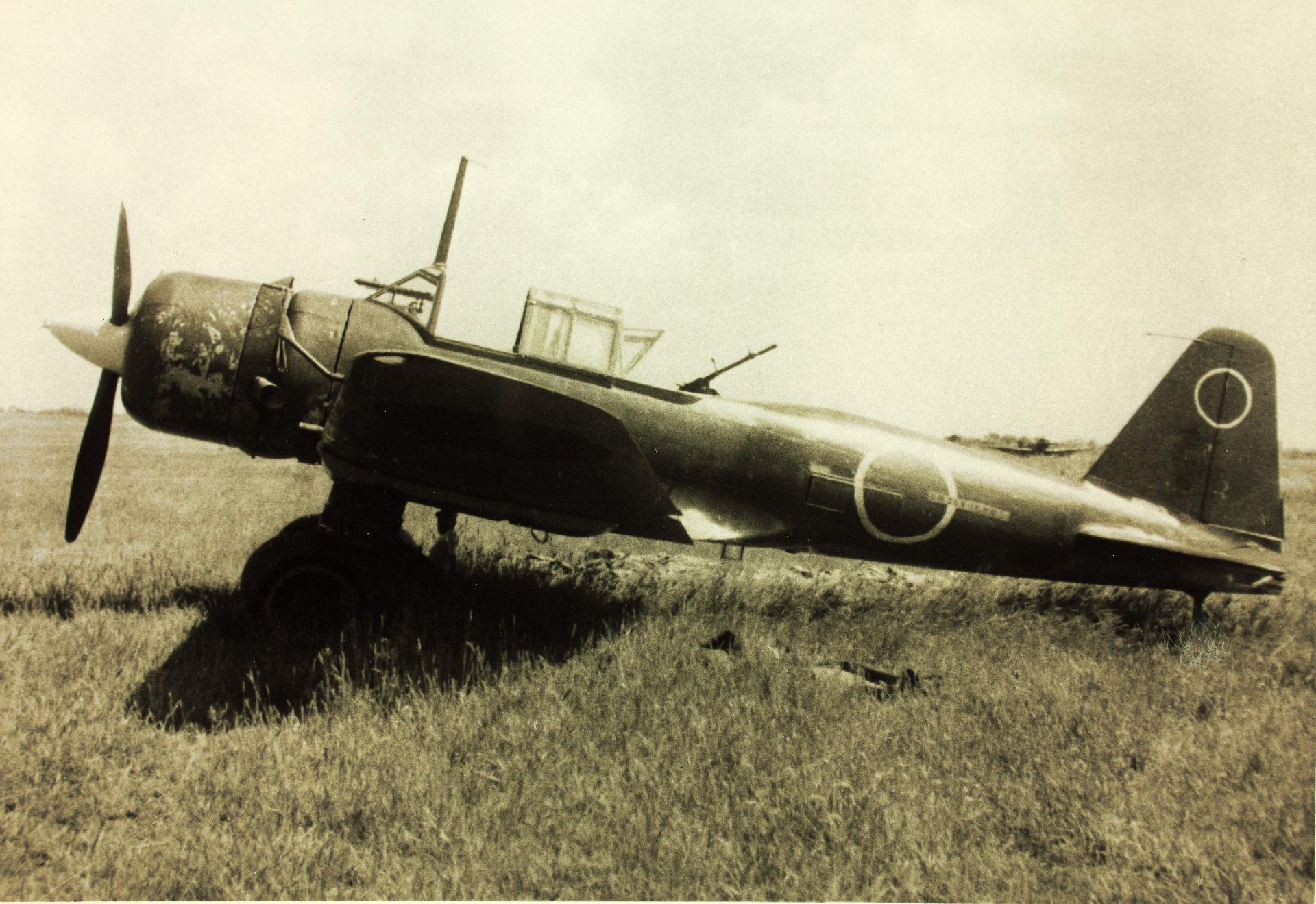
九九式襲撃機は特別攻撃隊にも用いられた

同年11月、フィリピンの戦いで特別攻撃隊による体当たり攻撃が行われるようになると、「八紘特別攻撃隊」全12隊からは九九式襲撃機を使用する第5隊（鉄心隊）、二式複座戦闘機を使用する第8隊（勤皇隊）、同じく第11隊（皇魂隊）が鉾田教導飛行師団の人員により編成された。各隊の隊長は士官候補生第56期の出身で陸軍航空士官学校または陸軍士官学校を卒業し前年の鉾田陸軍飛行学校における乙種学生教育修了後、そのまま教官となった若い中尉たちである。隊員は同じ鉾田教導飛行師団の乙種学生を秋に卒業したばかりの士官候補生第57期出身者や特別操縦見習士官と、少年飛行兵出身の伍長などの混成であった。同年12月、航空総監部の兼任であった教導航空軍司令部は編成を解かれ、第6航空軍司令部が編成された。
1945年（昭和20年）1月、「振武特別攻撃隊」30隊（第18～第47）、同年3月にはさらに69隊（第48～第116）の編成が発令され、そのうち鉾田教導飛行師団より計5隊が抽出されている。
同年4月、本土決戦に備え航空諸軍を統率する天皇直隷の航空総軍司令部が編成され、航空総監部は閉鎖された。これにともない鉾田教導飛行師団は航空総軍司令官の隷下に入った。同年4月18日、「下志津陸軍飛行学校令外四軍令廃止ノ件」（軍令陸第11号）の施行により鉾田陸軍飛行学校令が廃止となり、閉鎖中であった同校は正式に廃止された。

### 教導飛行師団 第3教導飛行隊
1945年（昭和20年）7月10日、軍令陸甲第103号が下令され、それまで航空要員の教育と作戦行動を兼務していた明野、浜松、鉾田ほか各教導飛行師団は教育部隊と作戦部隊に分離改編された。教育専任となったのは、従来6個編成であった各地の教導飛行師団を統合し地名を冠称しない教導飛行師団（司令部は従来の宇都宮教導飛行師団基幹）1個である。その編制は司令部と6個教導飛行隊からなり、鉾田教導飛行師団の主力は教育専任として教導飛行師団の第3教導飛行隊に改編された。
同時に作戦専任としては第1航空軍隷下となる第26飛行団司令部が、それまでの鉾田教導飛行師団の一部より編成され、鉾田陸軍飛行場にそのまま司令部を置いた。
同年8月、御前会議でポツダム宣言の受諾が最終決定され、8月15日正午より太平洋戦争終戦に関する玉音放送が行われた。陸軍のすべての部隊は一切の武力行使を停止され、第3教導飛行隊は同月中に復員した。

## 年譜
- 1940年（昭和15年）12月 - 静岡県の浜松陸軍飛行学校内に鉾田陸軍飛行学校を開設。
- 1941年（昭和16年）01月 - 鉾田陸軍飛行学校を茨城県鹿島郡に移転。
- 1944年（昭和19年）06月 - 鉾田陸軍飛行学校を鉾田教導飛行師団に改編。
- 1945年（昭和20年）
  - 07月 - 鉾田教導飛行師団を教導飛行師団 第3教導飛行隊に改編。
  - 08月 - 終戦、復員。

## 歴代校長

### 鉾田陸軍飛行学校
- 柴田信一 少将：1940年12月2日 - 1942年12月1日（在職中、中将に進級）
- 藤塚止戈夫 少将：1942年12月1日 - 1943年10月18日
- 今西六郎 少将：1943年10月18日 - 1944年6月20日

### 鉾田教導飛行師団
教導飛行師団編成により、それまでの校長は教導飛行師団長となった。ただし通常の飛行師団長の階級が中将であり天皇より直接任じられる親補職であるのに対し、教導飛行師団長は親補職ではなかった。
- 今西六郎 少将：1944年6月20日 - 1945年5月3日（1945年4月30日、中将に進級[49]）
- 高品朋 少将：1945年5月3日[50] - 1945年7月18日

### 教導飛行師団
明野教導飛行師団、常陸教導飛行師団、鉾田教導飛行師団、浜松教導飛行師団、下志津教導飛行師団、宇都宮教導飛行師団は合併し単一の教導飛行師団（司令部：栃木県芳賀郡）となり、鉾田には第3教導飛行隊が置かれた。
師団長
- 橋本秀信 中将：1945年7月16日[51] -

第3教導飛行隊隊長
- 高橋賢一 少佐：1945年7月18日[52] -